# キ (称号)
キ（支、岐、伎、杵、耆、藝、来、城、吉、木、貴、槻）またはギ（伎、耆、杵、藝）は4世紀までの古代日本における男子首長の称号の一つとして、またその男子首長（族長）の支配地域の名称語尾として使われた言葉。名称語尾の「キ」は原始的カバネとして氏族の始祖名に用いられ、のちに地名や神社名にも反映される。ヤマト政権のカバネ制度においても、「イナキ（稲置）」や「イミキ（忌寸）」にその名残をとどめている。

## 始祖名のキ
4〜6世紀の地方の男子首長または統治者の名称語尾に「キ」が使われている例として、次のような人物あるいは始祖が伝えられている。国造の始祖としては能登国造の祖オオイリキ（大入杵、大入来）、下海上国造の祖クツキ（久都伎直）、佐渡国造の祖オオアラキ（大荒木直）、新治国造の祖ミツロキ（美都呂岐命）の児、および阿波国造の祖オオタキ（大伴直大瀧）である。氏族の始祖で地域の首長と考えられるものとしては但馬氏の始祖の一人「ヒナラキ（比那良岐、日楢杵）」、物部氏の始祖の一人「オオヘソキ（大綜杵命）」、ヤマトタケルの子孫で淡海国柴野地方の「シバノイリキ（柴野入杵）」、多氏の祖「タケモロキ（武諸木）」そして皇室の祖の一人「ニニギ（邇邇芸、瓊瓊杵）」が見られる。
神武天皇が征服し都と定めたとされる磯城地方（現在の奈良県桜井市付近）には、それ以前にこの地を治めていたニギ(ハヤヒ)系の兄磯城および弟磯城と呼ばれる首長が伝えられている。磯城の首長に関係していると考えられる「シキツヒコ（師木津日子、磯城津彦）」の子孫が伊賀国のイナキ（須知之稲置、三野之稲置および那婆理之稲置）の祖になり、「シキツヒメ（磯城県主、真鳥媛）」から物部氏に連なるシキ(志貴)連の始祖「ヒコユキ（彦湯支）」が伝えられている。
しかし、古代の称号語尾としてよく見られるヒメ、ヒコ、ミ、ネなどに比べると「キ」の称号を付けている始祖は少ない。しかも「キヒコ」「キヒメ」など称号が重複して「キ」の称号としての意味が失われ、「ヒコ」や「ヒメ」の称号に取って代わられている例も見られる。これは後から優勢となってきたヒメヒコ制に対し、古くから存在していた「キ」の称号が使われなくなったためと理解することができる。

## 地名・神社名のキ
「和名抄」には稲木（イナキ）郷が尾張国丹羽郡および伊勢国飯野郡に「稲木神社」とともに見られる。大和国磯城郡は「シキ」を始祖とする氏族が地名に反映されたものと考えられる。
美濃国不破郡の「イフキまたはイホキ」（伊福貴、伊夫伎、五百木）地方（現在の岐阜県大垣市）は景行天皇の子「イオキイリヒコ（五百城入彦皇子）」が遣わされ統治者となった地方で、ヤマトタケルが征服できなかった「伊吹」の地とも考えられている。この地を本拠とした伊福部氏または五百木部氏は、氏神または始祖の「伊福貴大明神」をここで伊富岐（伊夫伎）神社に祭っている。
他に「キ」の語尾名称を持つ地名には「あき（安芸）国」、「さぬき（讃岐）国」、「いわき（石城）国」、「おき（意岐）島」、越後国の「ひくき（久比岐）郡」、周防国の「はくき（波久岐）郡」、伊賀国の「ヒジキ（比自岐）」、伊予国の「トホキ（十城）」などがある。

## キとミ
日本神話は、国産み・神産みに携わる男神をイザナ「ギ」、女神をイザナ「ミ」と対で呼んでいるが、これは上代日本人の記憶として「キ」は男性語尾、「ミ」は女性語尾であるという認識が現れたものと見ることができる。「キ」の付く氏族始祖の中には対となって「ミ」のつく女性も見出される。但馬氏族の祖に女性の「サキツミ（佐伎都美、前津見、前津耳）」が、男性の「ヒナラキ（比那良岐）」とともに残されている。古代のヒメヒコ制の視点からはサキツミがヒナラキと共に但馬地方を治めていた可能性が指摘できる。あるいはヒメヒコ制が広がる以前の呪術的首長としての「ミ」と軍事的首長としての「キ」の存在とみることもできる。

## 邪馬台国のキ
3世紀に成立した『魏志倭人伝』には、伊都国の長官または王として「爾支（ニキ）」、邪馬台国の長官に「彌馬獲支（ミマカキ）」、中国への派遣官に「伊聲耆（イセギ）」が記されている。またキが語尾につく国名（地域名）として、「一支国（イキ）」、「都支国（トキまたはタキ）」、「巳百支国（イホキまたはイフキ）」および「鬼国（キ）」が伝えられている。これらの人名および国名の語尾「キ」は、ここまで論じてきた、氏族の始祖名や神名あるいは地名の特徴から男子長の称号およびその長によって統治されている領域の名称を反映していると考えられる。この内、巳百支国は名前の相似や三角縁神獣鏡の出土から美濃国不破郡（現在の大垣市周辺）の「イフキまたはイホキ（伊夫伎、伊福貴、五百木）」と考えられる。邪馬台国王以前に王が存在し王墓も存在する伊都国では王名を「ニキ」と呼んでいる所から、「キ」の称号語尾や国名語尾は伊都国に起源を辿ることが可能である。しかし、男子の軍事的首長の名称としての「キ」は、その起源をさらに朝鮮半島にまで遡ることができる。

## 朝鮮半島のキ
新撰姓氏録吉田連条によれば新羅（シラギ）では首長はキ（吉）の称号で呼ばれていた。3〜6世紀の三国時代の朝鮮半島で国王は「カンキ（旱岐）」と呼ばれていた。卓淳国王「マキンカンキ（末錦旱岐）」、加羅国王「コホカンキ（己本旱岐）」、任那国王「コノマタカンキ（己能末多干岐）」、「アロカンキ（阿鹵旱岐）」、「カヘカンキ（函跛旱岐）」などである。また『南史』「新羅伝」では官名に「旱支」が見られる。その他、継体天皇23年条には新羅の将軍「イシブレチカンキ（伊叱夫礼智干岐）」が見える。このように朝鮮半島の高麗、百済、新羅では将軍などの称号に「キ」の語尾を付けていることがうかがえる。
「キ」は「城」あるいは「城主」を意味するという見解がある。この説によれば、「カンキ（旱岐）」は「城を構え、その周辺を支配する軍事的王」という意味になる。